# Black Lamp
Black Lamp es un videojuego de plataformas publicado originalmente por Firebird Software para Amiga, Atari ST, Commodore 64 y ZX Spectrum en 1988. Atari Corp. la publicaría para Atari XL/XE en 1989.
La versión Atari ST estaba incluida en el Atari ST Power Pack, una colección de 20 juegos que venía incluida con algunas ediciones del ordenador.

## Argumento
El jugador toma el papel de Jack The Jester, en el reino ficticio de Allegoria. Según la historia, Jack se ha enamorado de la princesa Grizelda, pero sabe que el rey jamás permitiría a su hija casarse con un pobre bufón como él. A menos, claro, que realizara alguna gesta noble y heroica. Esa oportunidad llega cuando una bandada de dragones ataca el reino y roba la lámpara negra mágica que lo protege de todo daño. Sin la protección de la lámpara, el reino se llena pronto de monstruos, así que Jack sale para recuperar la lámpara negra, salvar el reino, y con suerte ganar la mano de la bella princesa.

## Sistema de juego
El juego está en la perspectiva lateral típica de los juegos de plataformas. Jack, bajo el control del jugador, tiene que correr, saltar, escalar y abrirse camino a tiros por el reino de Allegoria, en busca de nueve lámparas de diferentes colores, mientras le acosan todo tipo de criaturas.
Ocho de las nueve lámparas están dispersadas aleatoriamente por todo el reino, en localizaciones que cambian en cada partida, pero la novena lámpara, la lámpara negra, está custodiada por un dragón que debe ser derrotado antes de poder recuperarla.
Cada lámpara debe ser devuelta a uno de los varios estantes de lámparas en el reino. Como el jugador solo puede llevar una lámpara, esto puede requerir mucho movimiento hacia adelante y atrás. Una vez todas las lámparas sean devueltas a sus estantes, el nivel está completo, y el jugador avanza al siguiente nivel.
El juego tiene lugar a través de una serie de habitaciones estáticas y en scroll conectadas por puertas que llevan hacia delante o atrás, así como arriba, abajo, izquierda y derecha.
El jugador puede recibir la ayuda de diversos objetos:
- La comida restaura la salud del jugador.
- Conseguir cinco armas le da al jugador mayor poder de disparo temporal.
- Conseguir cinco instrumentos musicales permite temporalmente al jugador caer de grandes alturas sin hacerse daño.
- Conseguir cinco joyas le da al jugador invulnerabilidad temporal.

Controlar a Jack puede ser difícil, ya que a diferencia de otros juegos de plataforma como Super Mario o Sonic, donde el personaje responde inmediatamente al control del mando, en Black Lamp el jugador se mueve a intervalos determinados de distancia, así que si el jugador empieza a andar en una dirección, Jack no puede detenerse o dar marcha atrás hasta haber completado un paso en esa dirección.

## Música
En las versiones Atari ST y Amiga, la música de la pantalla de título es una versión de Elizabethan Serenad€ de Ronald Binge, mientras la música de fondo en el juego es una versión de la canción folk inglesa Greensleeves.

## Recepción
Black Lamp fue generalmente bien recibido por los críticos, y muchos alabaron los gráficos y la animación. Las mayores críticas fueron contra su elevado nivel de dificultad y el complicado sistema de control.
La revista Computer and Video Games, en el número 77, le dio a la versión ST un 5 sobre 5, diciendo que "cada pantalla está ilustrada con gran belleza, y repleta de algunas criaturas realmente impresionantes, todas animadas brillantemente".
Commodore User, en agosto de 1988, le dio a la versión Amiga un 7 sobre 10, y describió el ambiente como "detallado con belleza".
El número 36 de Zzap!64 le dio a la versión Commodore 64 un 78 sobre 100, citando unos "gráficos sorprendentemente buenos", pero "con un nivel de dificultad muy alto y un control torpe".